# اندیس لا طلا
لا طلا یک اندیس فلزی است که در حوالی شهر انار استان کرمان قرار دارد و مادهٔ معدنی موجود در آن، طلا است.سنگ میزبان این اندیس ولکانیکهای تیره رنگ آندزیتی همراه با یک زون کائولینیتی شده. است  در این اندیس، پاراژنز‌های مس و طلا یافت می‌شوند.